# Bad Salzuflen
Bad Salzuflen is een stad en gemeente in de Duitse deelstaat Noordrijn-Westfalen, gelegen in de Kreis Lippe. De plaats heette tot 1914 Salzuflen (dus zonder Bad ervoor). De gemeente telt 54.166 inwoners (31 december 2020) op een oppervlakte van 100,05 km².

## Delen van de stad Bad Salzuflen
- Biemsen-Ahmsen (1.500 inwoners, tussen de stad en de A2): hier is een meer dan 300.000 jaar oude, door een Homo heidelbergensis gemaakte vuistbijl opgegraven; de bijl wordt bewaard in het Lippische Landesmuseum te Detmold.
- Ehrsen-Breden (3.300 inwoners, 3 km ZO van het centrum)
- Grastrup-Hölsen (800 inwoners, 5 km ZO van het centrum)
- Holzhausen (3.100 inwoners, 7 km ten Z van het centrum): hier woonden in het Mesolithicum al mensen.
- Lockhausen (3.200 inwoners, 4 km ten ZZW van het centrum)
- Papenhausen (<100 inwoners, op de grens met Lemgo)
- Retzen (1.400 inwoners, 6–8 km ten O van het centrum) : ook hier woonden in het Mesolithicum al mensen.
- Bad Salzuflen - stad  (19.500 inwoners)
- Schötmar (8.900 inwoners; in feite het zuidoostelijk gedeelte van de stad)
- Werl-Aspe (7.700 inwoners; in feite het zuidwestelijk gedeelte van de stad)
- Wülfer-Bexten (1.800 inwoners, 7 km ten ZW van het centrum)
- Wüsten  (3.600 inwoners, 4–5 km ten N en NO van het centrum): dit is een schilderachtig en heuvelachtig plattelandsgebied met verspreide gehuchten en enige fraaie, oude vakwerkboerderijen; reeds in de Jonge Steentijd woonden hier mensen; mogelijk was er een nederzetting van de Cherusken, een Germaanse  stam; bij opgravingen zijn ook Romeinse voorwerpen gevonden, waaronder een gouden munt uit de tijd van keizer Nero. Uit 1869 dateert het landhuis Gut Steinbeck (niet te bezichtigen), omgeven door een fraai park.

Het aantal inwoners is ontleend aan de Duitse Wikipedia. Peildatum: 31 december 2016.
De gehele gemeente is tamelijk dichtbevolkt, de diverse stadsdelen zijn vaak voormalige boerendorpen, die door de bevolkingsuitbreiding van de stad Bad Salzuflen in de 19e en 20e eeuw sterk zijn uitgedijd, zelfs zo, dat een aantal Stadtteile en Bad Salzuflen-Stadt in feite één geheel geworden zijn. De 7 natuurgebieden in de gemeente zijn klein en versnipperd: het zijn enige beekdalen en kleine bos- of moerasterreinen.

## Ligging, verkeer, vervoer
Bad Salzuflen ligt in het dal van de kleine rivier de Werre en haar binnen de gemeentegrenzen daarin uitmondende zijriviertjes Bega en Salze, op 85–90 m boven zeeniveau.
Een heuvelrug met toppen ten noordoosten van de stad tot 260 m boven zeeniveau wordt tot het Lipper Bergland gerekend, en het Lipper Bergland weer tot het Weserbergland.
De Autobahn A2 strijkt langs de westelijke buitenwijken van de stad, waarvan het centrum ongeveer 4 km ten oosten van afrit 29 van die autosnelweg ligt.
Ongeveer 9 km ten noordwesten van Bad Salzuflen ligt Herford. Vlotho ligt 14 km ten noordoosten van Bad Salzuflen (binnenweg via Wüsten). Bielefeld ligt per auto ongeveer 23 km zuidwestwaarts; fietsers kunnen die stad via binnenwegen al na ca. 18 km bereiken. Op 17 km ten oostzuidoosten van de stad ligt Lemgo; in bijna dezelfde richting liggen Lage op 14 km, en Detmold, nog 9 km verder.
Het Teutoburger Wald ligt ongeveer 12 km ten zuiden van Bad Salzuflen.
Een nieuwe randweg loopt zuidelijk langs de buitenwijken van Bad Salzuflen van afrit 28 van de A2 naar de Bundesstraße 239 (10,5 km naar Lemgo, 7,5 km naar Lage).
Bad Salzuflen heeft een treinstation aan de spoorlijn van Herford naar Lage. Aan deze lijn ligt verder zuidelijk nog een station in Sylbach (op de grens van stadsdeel Holzhausen en de gemeente Lage). Vanuit de stad vertrekken diverse stads- en streekbuslijnen in alle richtingen.
De stad ligt aan twee langeafstandsfietsroutes.

## Economie
Hoewel het kuurtoerisme voor Bad Salzuflen al sinds het begin van de 19e eeuw een economische factor is, speelt ook de landbouw en de daarmee samenhangende voedingsmiddelenindustrie een voorname rol. Verder is er, mede vanwege de gunstige ligging nabij een Autobahn en andere grote steden, veel midden- en kleinbedrijf.
Grotere ondernemingen in de stad zijn o.a. een in dameskleding gespecialiseerde dochteronderneming van een groot postorderbedrijf, een fabriek van spuitgietproducten, en enige producenten van bouwmaterialen en industriële machines.
Maritim, dat in binnen- en buitenland hotels exploiteert heeft zijn hoofdkantoor in Bad Salzuflen.
In de stad staat het Messezentrum, een tentoonstellings- en beurshal met een bedrijfsoppervlakte van 8 ha.

## Geschiedenis
Er zijn in de gemeente Bad Salzuflen diverse sporen van bewoning in de prehistorie en de oudheid gevonden. Ter plaatse zijn natuurlijke, zouthoudende bronnen aanwezig. In vroeger eeuwen was zout uiterst belangrijk en waardevol; men kon er immers levensmiddelen mee conserveren en daardoor voedselgebrek in de winter voorkomen.
Bad Salzuflen ontwikkelde zich  in de middeleeuwen tot een klein, vanaf 1300 van de zouthandel levend stadje, met binnen de rond 1450 gebouwde muren ook de monding van de Salze in de Bega. Het heette oorspronkelijk Uff Loh (op de open plek in het bos).
Het aangrenzende Schötmar ontstond in de vroege middeleeuwen nabij een dam (schot) in het moeras (mar, Moor). Er heeft in de 14e eeuw enige tijd een kasteel gestaan.
De grootste bloei kende Salzuflen tussen ca. 1450 en 1618, toen de burgers rijk werden van de zouthandel en -ziederij. In het midden van de 16e eeuw kon men zich de bouw van statige gebouwen in de stijl van de Wezerrenaissance veroorloven.
Met de Dertigjarige Oorlog (1618-1648), waarbij de stad diverse keren werd veroverd en geplunderd, begon een periode van neergang en veel ellende. In 1762 was er een grote stadsbrand.
Na 1818 trad, met het begin van het kuurbedrijf, herstel in. De zoutwinning (Saline) schakelde over van zoutproductie naar zouttoepassing in geneeskrachtige baden e.d.
Een "boost" kreeg het stadje vanaf 1853, toen de jonge zakenman Eduard Hoffmann de drie jaar eerder door zijn vader Heinrich opgerichte aardappelzetmeelfabriek overnam. Dit bedrijf groeide snel uit tot een zeer grote en in heel Duitsland befaamde onderneming, Hoffmanns Stärkefabriken AG. Hoffmann maakte het mede mogelijk, dat de stad in 1880 op het spoorwegnet werd aangesloten.
Tot 1990 bestond dit bedrijf in Bad Salzuflen, met als producten o.a. bindmiddelen en zoetstoffen voor etenswaren, en het, tot kort na de Tweede Wereldoorlog ook in Nederland veel verkochte, zgn. Zilverglans-stijfsel voor overhemden en ander wasgoed. Dit alles heet in het Duits Stärke. De fabriek had een in Duitsland zeer bekend logo; een witte kat, die zich de rechtervoorpoot likt.
Gedurende de Tweede Wereldoorlog liep de stad maar weinig schade op.

## Kuuroord
Bad Salzuflen is sinds het begin van de 19e eeuw een kuuroord, sinds 2013 ook een Kneippkuuroord. Dat brengt met zich mede, dat Bad Salzuflen ook over medische voorzieningen beschikt zoals  een ziekenhuis en inrichtingen voor therapeutische massage, en dat er ten behoeve van het vermaak van de kuurgasten een aanbod van traditioneel uitgaansleven is (klassieke concerten en toneel, opera, casino). Er is ook een Kurpark, om in te wandelen, en zoals in veel andere soortgelijke plaatsen een aantal statige, ouderwetse hotels en villa's.
In de nabijheid van het stadje bevinden zich namelijk minerale bronnen met een tamelijk hoog zoutgehalte.
Om nog iets zouter water te verkrijgen, beschikt de stad al sinds de 18e eeuw ook over zgn. gradeerwerken.

## Bezienswaardigheden
- Het uit 1547 daterende raadhuis in het centrum van Bad Salzuflen, gebouwd in de stijl van de Wezerrenaissance.
- De uit 1762 daterende  Stadtkirche midden in de stad. Deze werd in de 19e eeuw ingrijpend gerestaureerd.De kerk is bij de Evangelisch - Reformierte Kirche, de calvinistische tak van de Lippische Landeskirche, in gebruik.
- Talrijke oude huizen in de Wezerrenaissance-stijl en laat 16e- en 17e-eeuwse vakwerkhuizen in het oude stadscentrum van Bad Salzuflen, o.a. aan de Lange Straße
- Van de oude stadsomwalling is o.a. de 15e-eeuwse ronde Katzenturm  (genoemd naar een Katte, plaatselijk dialect voor schans) overgebleven. De benedenverdieping van de toren was vroeger als gevangenis voor dieven in gebruik.
- Schloss Stietencron, in de zuidoostelijke wijk  Schötmar, is een in 1732 voltooid kasteelachtig herenhuis. Het staat midden in een groot park met enige monumentale, oude bomen (nu stadspark). In de Rococo-zaal kunnen inwoners van de stad trouwen. De rest van het gebouw is als muziekschool in gebruik. Dicht bij het kasteel is een groot gedenkteken voor de gevallenen in de Eerste en Tweede Wereldoorlog.
- Aan de Schlossstraße in Schötmar staat een rijtje fraaie, oude vakwerkhuizen, waarvan er twee uit de late 16e eeuw dateren.
- De monumentale, neogotische Kilianskirche van Schötmar werd in 1854 gebouwd op de ruïnes van een 900 jaar ouder kerkje. Een bijzondere, in 1437 gegoten kerkklok hangt in de bijbehorende kerktoren.
- Nabij stadsdeel Wülfer staat[3] een monumentale lindeboom.
- Aan de Mauerstraße in het centrum, op de plaats van de voormalige synagoge, is een  opvallend en stijlvol gedenkteken opgericht om de slachtoffers van de jodenvervolging ten tijde van het Derde Rijk (1933-1945) te gedenken.

## Belangrijke personen in relatie tot de stad

### Geboren
- Leberecht Carl Heinrich Hoffmann (* 2 juli 1863 in Salzuflen; † 19 oktober 1928 in Bad Salzuflen, directeur van de zetmeelfabriek
- Wolfgang-Ekkehard Scharlipp (*1947), Duits turkoloog
- Jürgen von der Lippe (*1948), Duits presentator

### Overleden
- Eduard Hoffmann (* 12 september 1832 in Magdeburg; † 16 december 1894 in Salzuflen), directeur van de zetmeelfabriek
- Nikolaus Dürkopp (1842-1918), Duits ondernemer; liet op latere leeftijd in Bad Salzuflen een naar hem genoemde, monumentale villa bouwen, die thans als hotel fungeert.

### Overig
- Gerhard Schröder (*1944), voormalig bondspresident van Duitsland, woonde als kleine jongen van 1945 tot 1957 in Wülfer-Bexten en bezocht daar de lagere school.
- Thomas Helmer (*1965), voormalig Duits profvoetballer, begon zijn voetbalcarrière in jeugdelftallen  te Bad Salzuflen (en heeft er later, na een blessure, eens gekuurd)

## Afbeeldingen

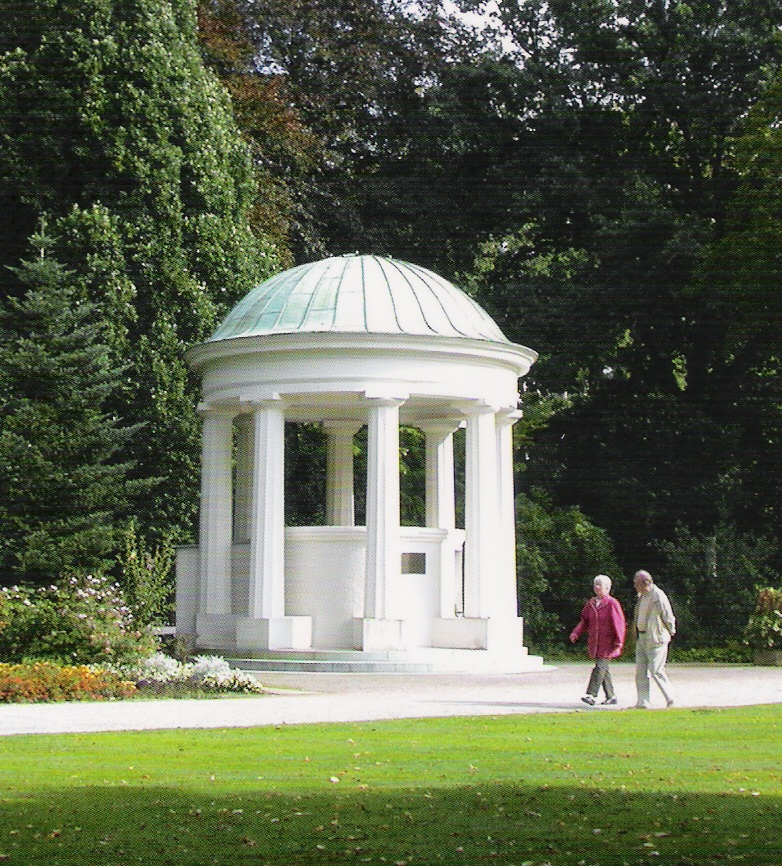
Overdekte bron de Leopoldsprudel in het kuurpark
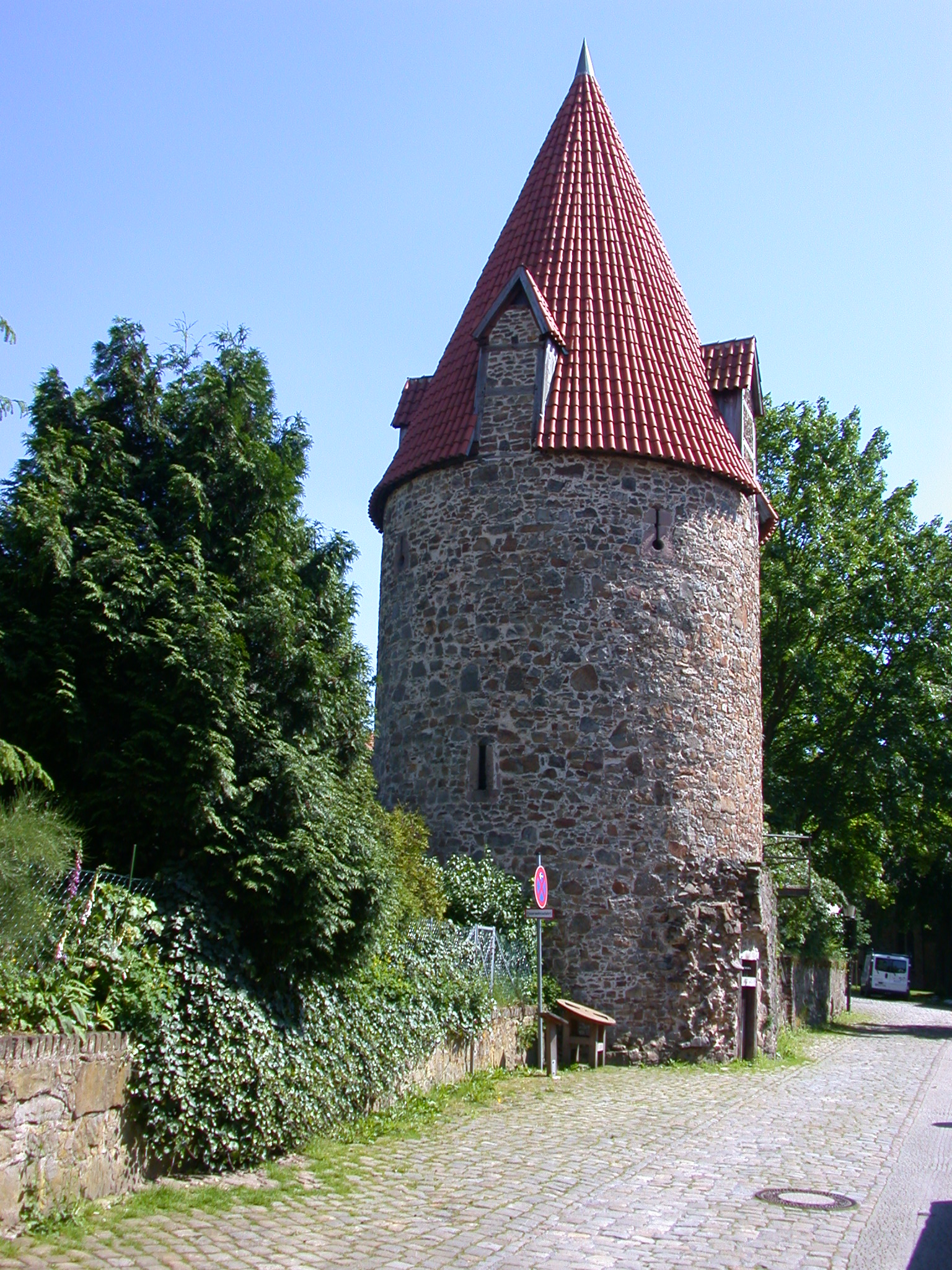
De Katzenturm (kattentoren)
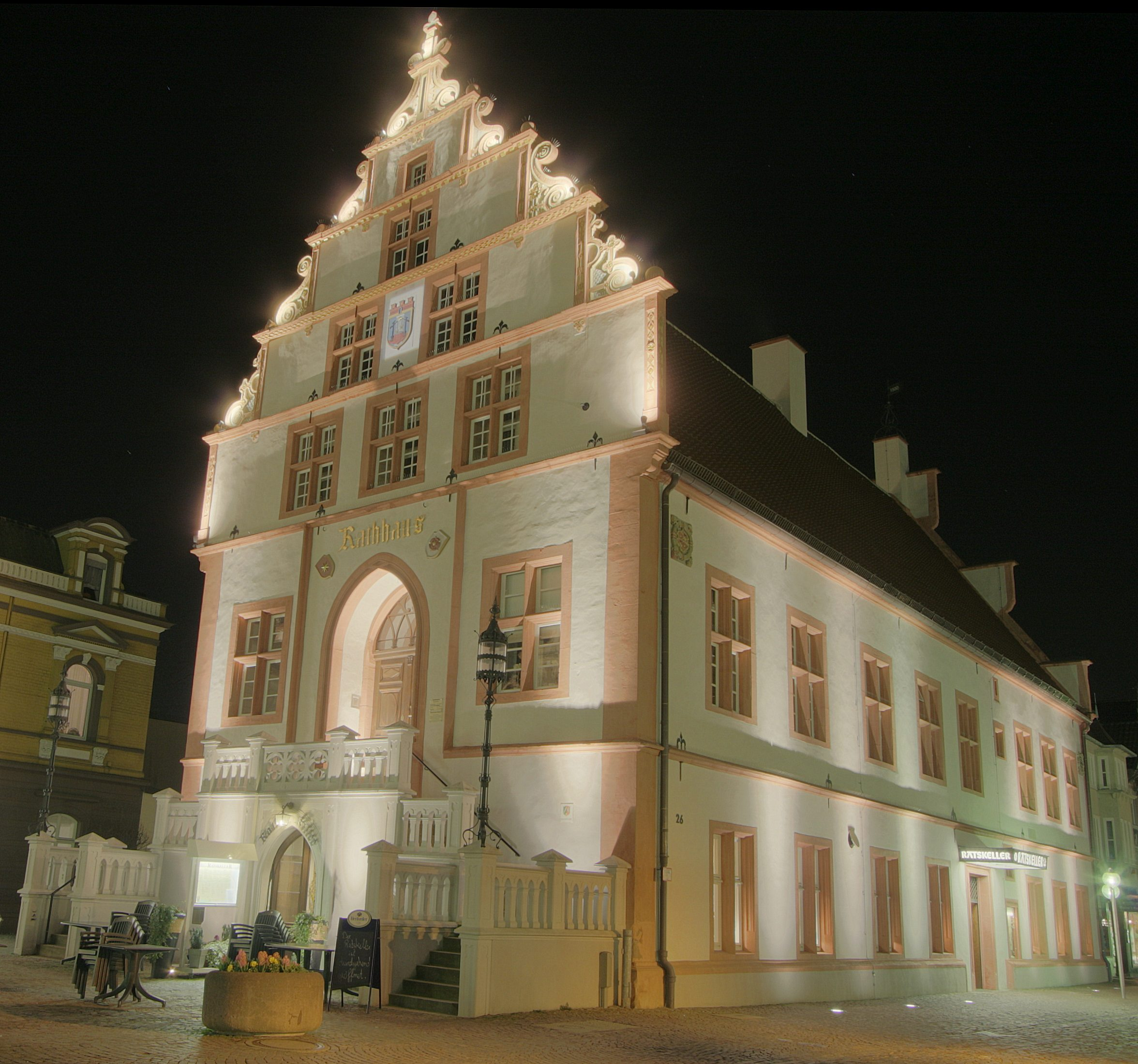
Rathaus
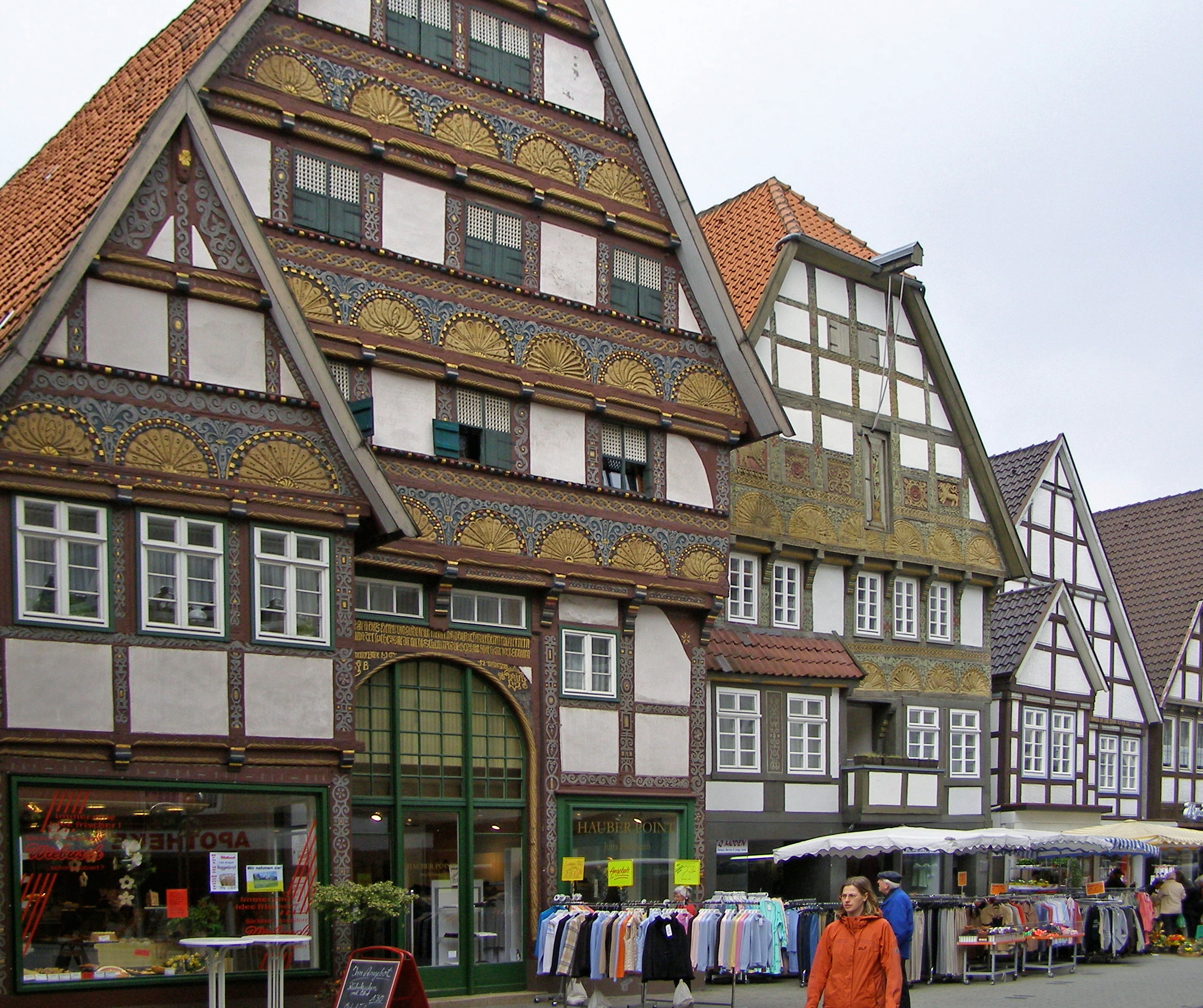
Lange Straße
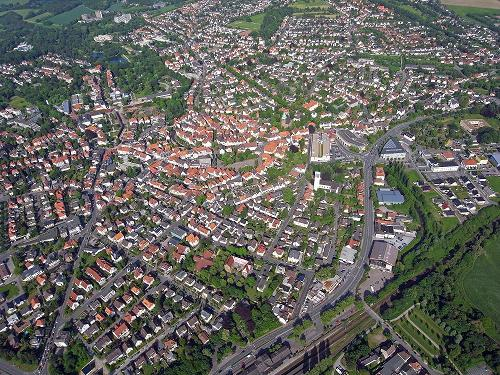
luchtfoto
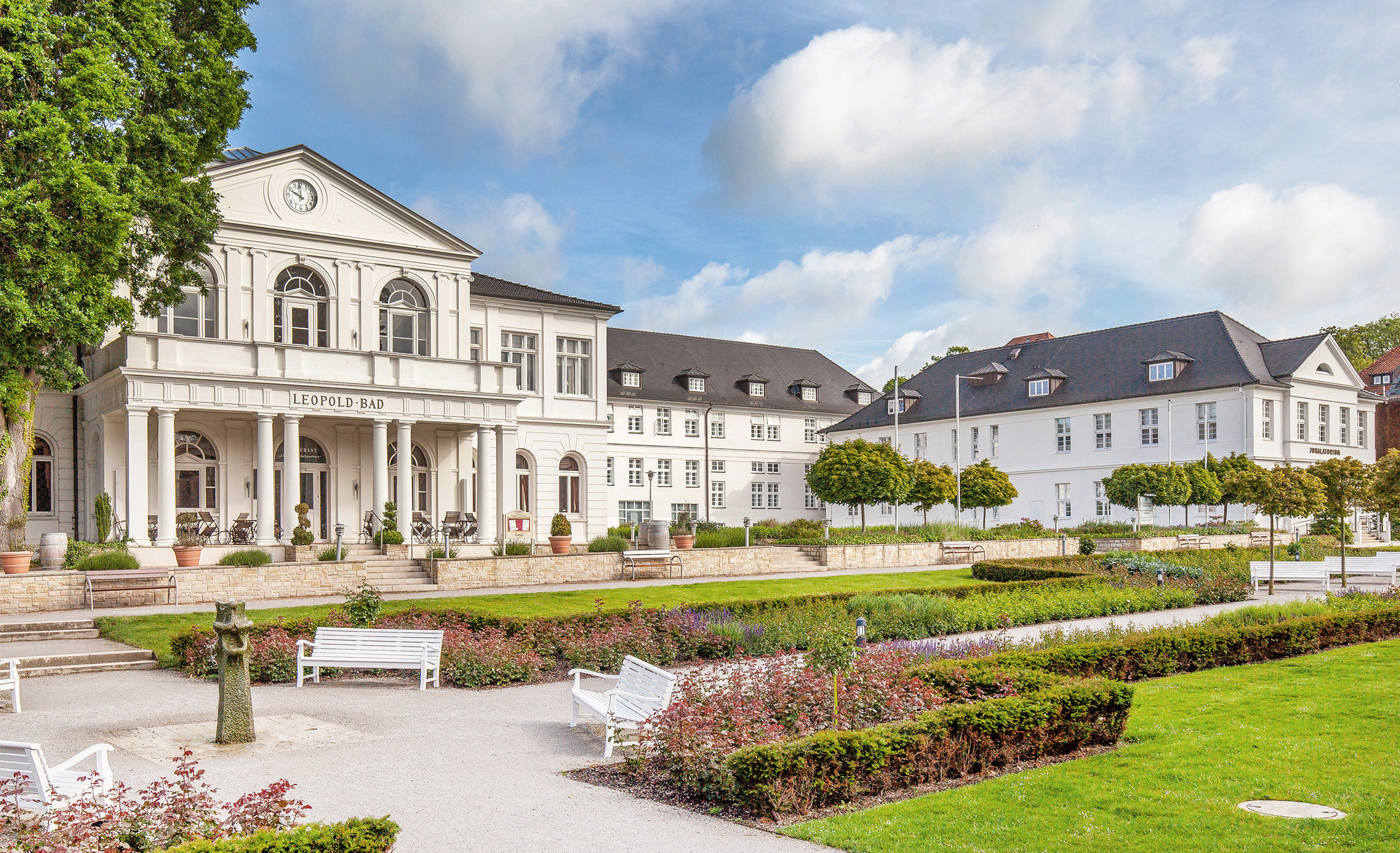
Het 19e-eeuwse kuurcentrum Leopold-Bad met Inhalatorium
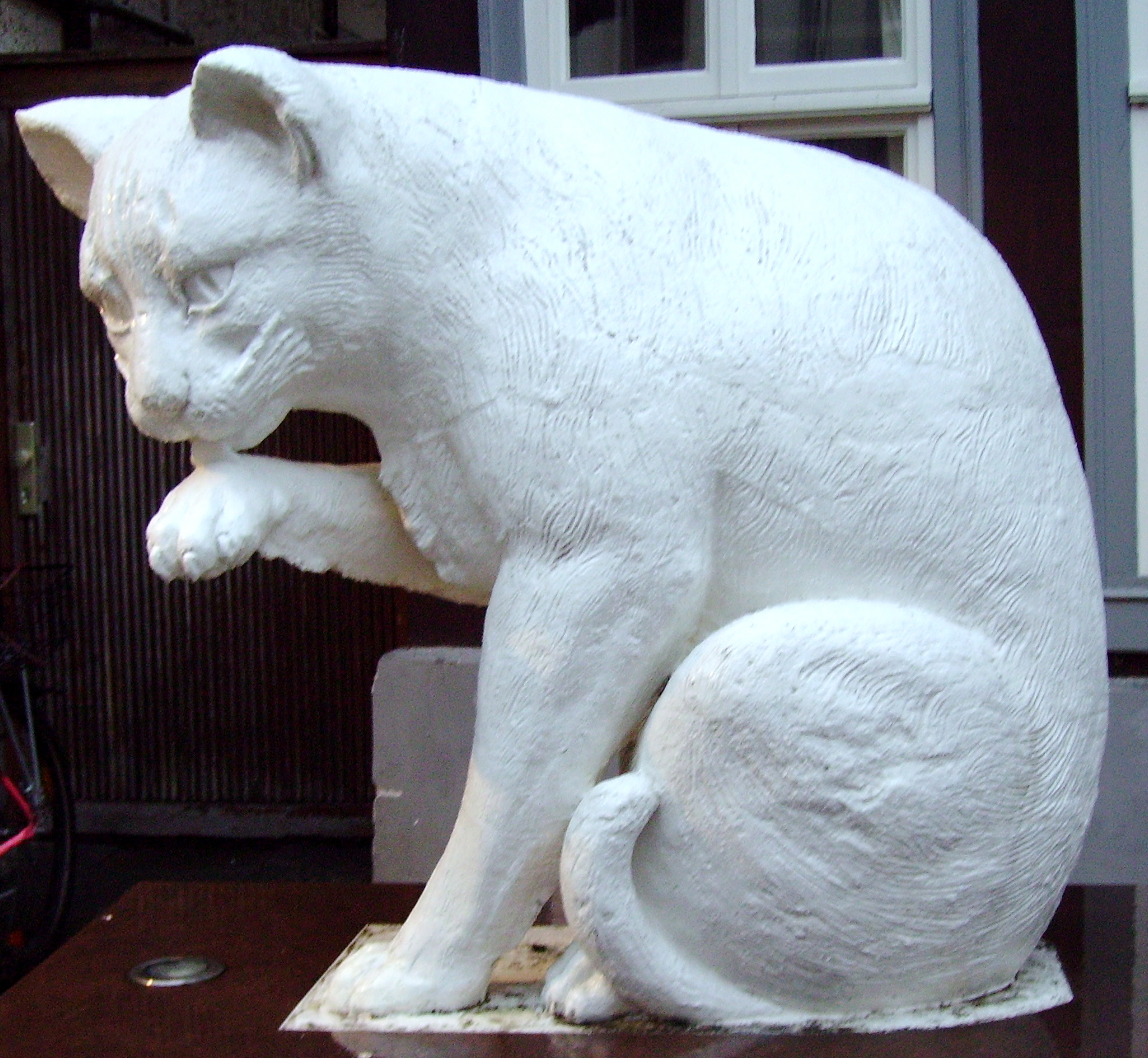
Hoffmann’s Katze, standbeeld naar het logo van de Hoffmann-fabrieken (1850-1990)

Augustdorf · Bad Salzuflen · Barntrup · Blomberg · Detmold · Dörentrup · Extertal · Horn-Bad Meinberg · Kalletal · Lage · Lemgo · Leopoldshöhe · Lügde · Oerlinghausen · Schieder-Schwalenberg · Schlangen